# Palo Alto Records
Palo Alto Records war ein US-amerikanisches Jazzlabel der 1980er Jahre.
Das Schallplattenlabel Palo Alto Records wurde im 1981 von Jim Benham gegründet und war in Palo Alto, Kalifornien ansässig. Der künstlerische Leiter war Herb Wong (1926–2014). Auf dem unabhängigen Label erschienen Alben von John Abercrombie/John Scofield, Pepper Adams, Buddy DeFranco/Terry Gibbs, Victor Feldman, Jimmy Forrest, Elvin Jones, Sheila Jordan, Meredith D’Ambrosio, Arnie Lawrence, Marvin Stamm, Denny Zeitlin, Mal Waldron und Phil Woods. Elektronische Tanzmusik und Smooth Jazz von Dianne Reeves, George Howard oder Alvin Hayes wurde auf dem Sublabel TBA Records vertrieben.
1985 stellte das Unternehmen seine Aktivitäten ein.